# Битка при Морле
Битката при Морле (на френски: Bataille de Morlaix) е важно сражение от Стогодишната война и по-точно от Войната за бретанското наследство. Това всъщност е първият сухопътен сблъсък от войната и двете страни (англичани и французи) могат да покажат на какво са способни. Успехът е по-скоро на страната на англичаните и вдъхва живот на каузата на рода Монфор, който претендира за трона на Бретан.

## Предистория
Стогодишната война започва през 1337 г., но кампаниите не довеждат до открити сухопътни сражения. През 1340 г. при Сльойс английските кораби нанасят катастрофално поражение на френския флот и за известно време го елиминират. Това им дава възможност по-свободно да прехвърлят войски на континента. Междувременно през 1341 г. умира бретанският херцог Жан III. Той няма деца, така че за наследството му издигат претенции двама души: мъжът на неговата племенница Шарл дьо Блоа (близък роднина на крал Филип VI) и полубрат му Жан дьо Монфор. Макар че починалият херцог видимо предпочита Шарл дьо Блоа, Монфор влиза в Нант и се обявява за херцог. През това време Блоа си осигурява подкрепата на Франция – Парижкият парламент го признава за законен херцог, а кралят му дава на разположение голяма армия. С нея френският претендент превзема Нант, залавя съперника си и го изпраща като затворник в Париж. Изглежда, че въпросът лесно ще се реши в негова полза.
Ала партията, която поддържа Монфор, не смята да се предава. Жена му енергично се заема да организира съпротива в няколко крепости и моли английския крал Едуард III за помощ. Той вече е обещал такава и действително през пролетта на 1342 г. изпраща неголеми сили, начело със сър Уолтър Моуни. Те са твърде малобройни да обърнат хода на войната. Скоро Шарл дьо Блоа обсажда своите противници в Брест с надеждата, че бързо ще ги унищожи. Едва тогава англичаните реагират по-адекватно. Корабите им стоварват край крепостта 3000 души, командвани от Уилям де Боън. Така вече силите се изравняват и войната се заплита.

## Ход на битката
През септември на същата година Боън се отправя към северното крайбрежие на Бретан, за да обсади важния град Морле. Скоро научава, че към него с много по-голяма войска се приближава Шарл дьо Блоа. Отделяйки повечето си хора, той се придвижва срещу противника и заема силни позиции на склона на неголям хълм пред гъста гора. Нарежда на хората си да изкопаят дълбок ров и да го прикрият. Така линиите му са защитени от атаките на силната френска конница. Той разчита основно на своите стрелци с дълги лъкове, чиито стрели могат да поразят и най-добре бронирания рицар. Те още не са известни в Европа и всъщност притежават неподозирани способности, които ще оставят дълбока диря в по-късните сражени при Креси и Поатие.
На 30 септември сутринта Блоа вижда англичаните и веднага разделя рицарите си на три групи. Нарежда на първата да атакува фронтално. Неочаквано над нея се изсипва градушка от смъртоносните стрели. Объркана и с пречупен устрем, конницата дори не достига английските линии и отстъпва. Ударът на втората група е по-успешен. Този път французите достигат рова, но пропадат в него и стрелците им устройват истинска касапница. Макар и шокиран от развитието на боя, Блоа дава заповед за атака на третата си група. Останали без достатъчно стрели, англичаните не успват да ги спрат. Ровът пък е пълен с мъртви тела и вече не представлява препятствие. Като вижда, че армията му е в опасност, Де Боън нарежда отстъпление в гората отзад. Там той и хората му се държат още няколко дни, защитавайки се със зъби и нокти. Накрая френският претендент вижда, че няма как да ги победи и нарежда отстъпление.

## Последици
Известният историк Джонатан Съмпшън нарича неуспеха на французите при Морле „незначително, но унизително и обезкуражаващо поражение“. То сериозно разклаща позициите на Шарл дьо Блоа. Англичаните овладяват западните части на полуострова и поддържат каузата на Монфор дори след смъртта на техния претендент (1345). Оттогава те залагат на сина му и през 1364 успяват да му осигурят трона. Тогава Блоа е убит в битката при Оре и привържениците му минават на страната на противника.
Голямата грешка на французите е, че не си вземат поука от битката при Морле. Смятайки, че това не може да се случи с кралската им армия, те пренебрегват опита на стрелците и не търсят вариант да ги неутрализират. Това ще доведе по-късно до тежки поражения и истинска катастрофа на френското кралство.